# 祖比夫 (捷列博夫利亞區)
49°18′8″N 25°37′32″E / 49.30222°N 25.62556°E
祖比夫（烏克蘭語：Зубів），是烏克蘭的村落，位於該國西部捷爾諾波爾州，由捷尔诺波尔区負責管轄，始建於1564年，面積1.31平方公里，2001年人口413，人口密度每平方公里314.8人。